# Zuid-Afrikaanse parlementsverkiezingen 1921
De Zuid-Afrikaanse parlementsverkiezingen 1921 vonden op 8 februari 1921 plaats. De verkiezingen waren noodzakelijk na de toetreding van de Engelstalige Unionist Party tot het kabinet-Smuts. De partijcombinatie Suid-Afrikaanse Party-Unionist Party (SAP-UP) werd met 79 zetels de grootste partij. Ook de Afrikaner nationalistische Nasionale Party won één zetel en kwam op 45. Grote verliezers waren de Labour Party (-12) en de onafhankelijken (-2). De uitslag resulteerde in een nieuw kabinet-Smuts.

## Uitslag
| Partij                               | %     | zetels |
| ------------------------------------ | ----- | ------ |
| Suid-Afrikaanse Party-Unionist Party | 48,7% | 79     |
| Nasionale Party                      | 36,8% | 45     |
| Labour Party                         | 13,8% | 9      |
| Onafhankelijken                      | 1,2%  | 1      |
| Totaal                               | 100%  | 134    |

## Nasleep
De onderdrukking door het leger van de stakingen van blanke mijnwerkers bij Witwatersrand in 1922 bracht de regering ernstig in diskrediet en de sympathie van de arbeiders voor de Nasionale Party en de Labour Party onder arme blanken nam sterk toe. Een van de leiders van de oppositionele Nasionale Party, Tielman Roos, nam na de onderdrukking van de staking contact op met kolonel Frederic Creswell, de leider van de Labour Party en sloot een pact om de volgende verkiezingen met een gezamenlijke lijst in te gaan.

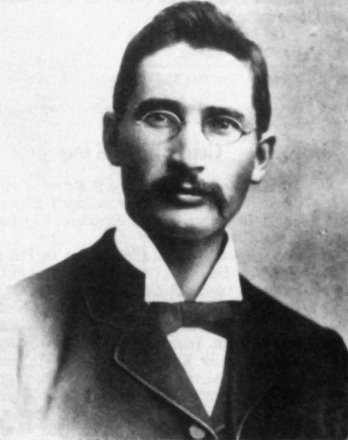
James Barry Hertzog
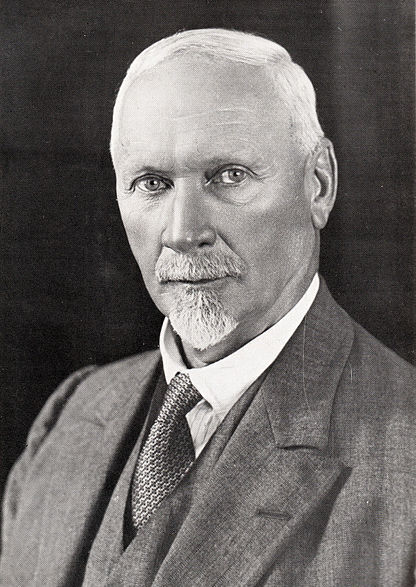
Jan Smuts
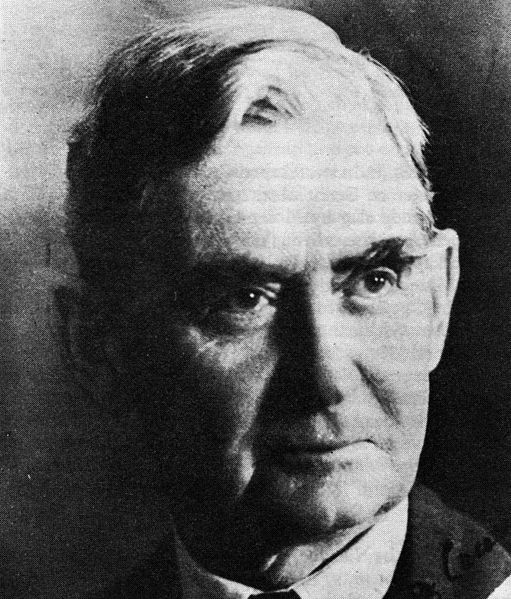
Frederic Creswell

Parlementsverkiezingen: 1910 · 1915 · 1920 · 1921 · 1924 · 1929 · 1933 · 1938 · 1943 · 1948 · 1953 · 1958 · 1961 · 1966 · 1970 · 1974 · 1977 · 1981 · 1984 · 1987 · 1989 · 1994 · 1999 · 2004 · 2009 · 2014 · 2019 · 2024

Referenda: 1960 · 1983 · 1992